# Пэн: Путешествие в Нетландию
«Пэн: Путеше́ствие в Нетла́ндию» (англ. Pan) — приключенческий фэнтези-фильм режиссёра Джо Райта и приквел к одноимённой сказке Джеймса Барри. Роль Питера Пэна исполнил Леви Миллер. В фильме также снялись Хью Джекман, Гаррет Хедлунд, Руни Мара и Аманда Сейфрид. Мировая премьера состоялась 20 сентября 2015 года в Лондоне. Фильм получил преимущественно негативные отзывы кинокритиков и провалился в прокате.

## Сюжет
В Лондоне на ступенях приюта для мальчиков женщина оставляет младенца по имени Питер и вкладывает в его покрывало записку. Спустя 12 лет Европа охвачена Второй мировой войной. Всё это время Питер рос в приюте на попечении монахини Барнабас. Периодически в этом приюте бесследно пропадают воспитанники. Подозревая, что Барнабас утаивает часть еды от сирот, Питер со своим другом вламывается к ней в комнату и находит её огромный тайник. Помимо еды, они обнаруживают золото и папки с документами на каждого из обитателей приюта. В папке Питера лежит записка от матери, адресованная повзрослевшему сыну. В ней мать пишет о своей любви к Питеру, а также обещает, что они обязательно встретятся вновь — «в этом мире или в другом».
Барнабас, давным-давно заключившая сделку с пиратами на поставку им детей, вновь вызывает воздушный пиратский корабль, и в этот раз в числе прочих похищают и Питера. Корабль, пройдя сквозь воздушный бой в небе над Лондоном, направляется в волшебную страну Нетландию, лежащую вне пространства и времени, где детям уготована участь рабов на шахте пирата Чёрной бороды. В шахте Питер узнаёт, что Чёрной бороде зачем-то нужна пыльца фей, и её после длительного истребления фей острова теперь можно добыть лишь здесь в виде светящихся кристаллов. Также он знакомится с рабочим по имени Джеймс Крюк. Вскоре мальчик становится жертвой подлости и втягивается в ссору, которая по воле Чёрной бороды заканчивается для него прогулкой по доске над пропастью. Тем не менее, падение для Питера не оказывается смертельным: вместо того, чтобы упасть на землю, он зависает над ней. Чёрная борода рассказывает Питеру о пророчестве аборигенов (с ними у пиратов давняя кровная вражда), где говорится о мальчике, который придёт однажды и лишит его жизни. Мальчик будет уметь летать. Питер отказывается верить в то, что речь идёт именно о нём.
Несмотря на все свои сомнения и боязнь высоты, Питер преисполняется надежды, что в Нетландии он сможет отыскать свою мать. Вместе с Крюком и его сообщником по имени Сми Питер бежит из рудника и попадает в лес, где они стараются найти аборигенов. Крюк и Сми желают убраться из Нетландии, но Питер хочет остаться ради матери, и они после разногласий договариваются временно сотрудничать. Чёрная борода, на самом деле постоянно использующий пыльцу фей, чтобы продлить себе жизнь и молодость, узнаёт об их побеге и приходит в ярость. Когда Питер, Крюк и Сми сталкиваются с аборигенами, аборигены устраивают поединок Крюка с лучшим бойцом племени, чтобы убить их или даровать свободу по его результату. Во время поединка вождь замечает на груди у Питера оставленный матерью медальон в виде флейты особой конструкции и прекращает бой: по преданию, такой медальон должен принадлежать самому храброму из людей, легендарному Пэну. Дочь вождя Тигровая Лилия рассказывает Питеру, что его отец был эльфийским принцем, впоследствии умершим, а на его мать обрушился гнев Чёрной бороды за то, что она отвергла его любовь. Она была вынуждена оставить Питера в приюте и искать убежище в королевстве фей.
Ночью Чёрная борода, преследуя беглецов, натыкается на Сми. В страхе за свою жизнь Сми предаёт друзей и показывает, где находится деревня аборигенов. На следующее утро, когда Лилия наблюдает за восходом, к ней подходит Крюк и пытается флиртовать. Она отвергает его знаки внимания, и он наводит разговор на тему об избранности Питера. По словам Лилии, Питер, в чьих жилах наполовину течёт эльфийская кровь, умеет летать, но не может воспарить лишь из-за неверия. Также у них имеется скрытая карта, показывающая путь в королевство фей. Тут в деревню вторгаются пираты. В сражении вождь племени гибнет, Крюк, стараясь не допустить убийства Лилии, пробалтывается о карте, а Чёрная борода говорит Питеру, что некогда самолично убил его мать. Продолжая спасать самого себя, Сми помогает пиратам искать карту и находит её. Питер, Крюк и Лилия сбегают и направляются к феям. По пути Питер падает в реку, кишащую крокодилами, но его спасают русалки. Лилия извиняется за то, что солгала о его матери, сказав, будто она жива, и показывает ему воспоминания о её жизни и гибели. Крюк обнаруживает в бухте потрёпанный, но целый корабль и стремится улететь на нём домой, и Лилия в растерянности и гневе пытается его переубедить. Крюк отказывается от дальнейшего противостояния с пиратами, прося Питера помочь ему поднять корабль в воздух, однако тот после этого остаётся с Лилией — ему нужно сражаться за всё, за что погибла его мать. По достижении ими двумя скрытого прохода в королевство внезапно появляется Чёрная борода и забирает у Питера медальон, который оказывается ключом к вратам. Пираты нападают на страну фей.
Чёрная борода, глядя вокруг на огромные кристаллы пыльцы, безумно представляет, как с таким необъятным количеством будет жить вечно. Но тут появляется Крюк на своём корабле и вступает с пиратами в бой. Питер и Лилия освобождаются, и Питер вместе с феей, представившейся как Динь-Динь, сплачивает остальных жителей королевства для отпора пиратам. Крюк один на один сражается с ближайшим соратником Чёрной Бороды, и оба они падают в бездну. Питер, поверив к тому времени в своё умение летать, бросается вниз и спасает друга. Феи тем временем побеждают пиратов. Сми бежит прочь и потому остаётся жив. После гибели Чёрной бороды у мальчика вновь случается видение, в котором мать называет его Питером Пэном и великим героем Нетландии. Вскоре Питер, Лилия и Крюк, ныне капитан воздушного корабля «Весёлый Роджер», возвращаются в Лондон и забирают из приюта оставшихся там сирот. Сироты становятся командой Питера, Пропавшими мальчишками. Питер спрашивает Крюка, будут ли они дружить всегда, на что Крюк отвечает шутливым вопросом: «Что с нами может случиться?».

## В ролях
| Роль                                                                             | Актёр           |
| -------------------------------------------------------------------------------- | --------------- |
| Джеймс Крюк, один из рабов Черной бороды; капитан пиратского корабля             | Гаррет Хедлунд  |
| Питер Пэн, сын храброй воительницы и принца фей                                  | Леви Миллер     |
| Мистер Сми, один из пиратов Черной бороды, напарник Крюка                        | Адиль Ахтар     |
| Тигровая Лилия, дочь вождя аборигенов , опытная воительница                      | Руни Мара       |
| Вождь племени аборигенов                                                         | Джек Чарльз     |
| Епископ, правая рука Черной бороды                                               | Нонсо Анози     |
| Русалки                                                                          | Кара Делевинь   |
| Матушка Барнабас, хозяйка приюта для бездомных , сообщница пиратов Черной бороды | Кэти Бёрк       |
| Сестра Томас                                                                     | Эми Меткалф     |
| Нибс, лучший друг Питера                                                         | Льюис Макдугалл |
| Куаху, один из пиратов Черной бороды                                             | Тхэ-чжу На      |
| Мюррэй, один из пиратов Черной бороды                                            | Курт Эгиаван    |
| Добкинс, один из пиратов Черной бороды                                           | Джек Лауден     |
| Мэри, командир                                                                   | Аманда Сайфред  |
| Чёрная Борода, самый опасный капитан пиратов                                     | Хью Джекман     |

## Выход на экраны
12 декабря 2013 года студия Warner Bros. назначила дату премьеру нового фильма на 26 июня 2015 года и подтвердила, что кресло режиссёра займёт Джо Райт. Тем не менее, впоследствии даты релизов переносились несколько раз и в конечном итоге было принято решение остановиться на 9 октября. Выбор даты релиза отчасти объясняется желанием избежать кассовой конкуренции с летними блокбастерами, такими как Человек-муравей и Миссия невыполнима: Племя изгоев. Новая дата также давала на стадии постпродакшн больше времени для монтажа и редактирования визуальных эффектов. Мировая премьера фильма состоялась 20 сентября в Лондоне. Первой прокатной страной стала Австралия (24 сентября), а через две недели он был выпущен на ключевые рынки, в числе которых Германия, Россия, Корея, Бразилия (8 октября). В Мексике, Испании премьера состоялась 9 октября. Прокат фильма в Великобритании стартовал 16 октября, во Франции 21 октября, Китае 22 октября и Японии 31 октября. Начало проката в Италии 12 ноября, а в Турции 11 декабря 2015 года.

## Критика
На агрегаторе рецензий Rotten Tomatoes рейтинг одобрения составляет 27 % на основе 202 отзывов и средний рейтинг 4,6 из 10. На Metacritic фильм получил 36 баллов из 100 по мнению 35 критиков, что указывает на «в целом неблагоприятные отзывы».